# Cebus albifrons
El capuchino de frente blanca (Cebus albifrons) es un primate haplorrhini del Nuevo Mundo, endémico en seis diferentes países de Sudamérica: Bolivia, Brasil, Colombia, Venezuela, Ecuador, y Perú.
La especie se caracteriza por presentar un pelaje de color marrón claro en el dorso y blanco crema en el vientre y alrededor del rostro, además, presenta un peso promedio de 3,4 kg para los machos y en el caso de las hembras pesa alrededor de 2,9 kg; son principalmente cuadrúpedos pero realizan varios desplazamientos a través de galopes, caídas, trepadas y saltos. En general, es una especie omnívora, se alimenta de una gran variedad de invertebrados y vertebrados pequeños, frutos y huevos de aves.
Se encuentra distribuido en una gran variedad de bosques entre los que se incluyen los que crecen sobre arenas blancas y bosques de “sabana alta”. En los estudios de Defler se demostró que en el Vichada (Colombia) la especie explota un hábitat más xérico en términos de drenaje. La investigación realizada en una localidad típica de bosques de galería y manchas de bosques rodeando por los cerros rocosos en el Vichada, arrojó una densidad para la especie de 30 individuos por kilómetro cuadrado.
Estudios sobre ecología comportamental realizados en Manú, Perú mostraron que este primate invirtió 18 % de su tiempo en descansando, 21 % desplazándose y 61 % alimentándose, el cual divide en 22 % consumo de material vegetal y 39 % consumo de insectos). En el oriente de Vichada estos micos se encuentran en grupos de aproximadamente 35 individuos, mientras que hacia el sur, en bosques cerrados, y quizás como resultado de la interacción competitiva con C. apella, los grupos de C. albifrons alcanzan un tamaño de 8-15 individuos. No se han realizado estudios que precisen el tiempo de gestación, pero este puede oscilar en promedio entre 160 días.
Esta especie se encuentra presente en 10-15 Parques Nacionales en Colombia. No es un primate excesivamente cazado y, además, puede sobrevivir cerca de asentamientos humanos y en áreas cubiertas con vegetación secundaria. Cebus albifrons está clasificada como “LC” de acuerdo a las categorías globales de la UICN; y todas las subespecies exceptuando Cebus albifrons albifrons están clasificadas como “NT” (casi amenazada) en Colombia.

## Taxonomía y filogenia
La localidad típica señalada en la literatura es Maipures, Colombia, y las selvas de la Orinoquia pero el holotipo no está preservado, y la descripción original de Humboldt hace referencia a un animal mucho más oscuro de los que pueden encontrarse en los alrededores de la localidad típica, y con una mancha oscura en la punta de la cola (rasgo desconocido para cualquier población de la especie). Adicionalmente, el animal que von Humboldt examinó más detalladamente, se encontraba cautivo en Maipures, donde, según evaluaciones recientes la especie no existe, pues la localización más cercana se localiza al norte del río Tuparro. Por lo expresado anteriormente ha sido necesario establecer un neotipo para definir correctamente los rasgos de la especie, adicionalmente se encontró que el taxón Cebus albifrons unicolor es indistinguible de C. a. albifrons, es decir que deben ser considerados como sinónimos ). En este mismo trabajo se analizan las subespecies señaladas por Hernández-C & Cooper y se plantea un nuevo arreglo nomenclatural en el que se reconocen cinco subespecies para Colombia:
- Cebus albifrons albifrons.
- Cebus albifrons cesarae.
- Cebus albifrons malitiosus.
- Cebus albifrons versicolor (que incluye a las subespecies anteriormente descritas como  Cebus albifrons. leucephalus y Cebus albifrons pleei)
- Cebus albifrons cuscinus (= Cebus albifrons yuracus).

### Nombres comunes
Para Colombia se han determinado algunos nombre comunes como: mico, macaco, mono blanco y caicara en la vecindad de Leticia; mico tanque o tanque en la cuenca del río Cáqueta; maicero, maicero cariblanco y mico cariblanco en regiones fuera de la Amazonía; mono blanco a lo largo del río Orinoco (Originario de Venezuela), carita blanca y mico bayo en los departamentos del Magdalena, Cesar y suroriente de Bolívar; machin en el Valle del Magdalena medio; white-fronted capuchin en inglés; ouavapavi (von Humboldt), sajou á pieds dorés, sajou á front blanc en francés; Schrabrackenfaun, Weisstirn-kapuziner en alemán.

## Descripción
La descripción general de esta especie revela una longitud cabeza-cuerpo que varía entre 35,8 y 46 cm, y la cola tiene de 40,1 a 47,5 cm. Los machos de esta especie usualmente pesan en promedio 3,4 kg y las hembras alrededor de 2,9 kg, aunque se tiene registro de un macho colectado en el río Mirití-Paraná que pesaba 5,5 kg. Este primate usualmente presenta un pelaje de color marrón claro leonado en el dorso y blanco cremoso en el vientre y alrededor del rostro. A continuación se presentan las descripciones conocidas para Colombia para cada una de las cinco subespecies estimadas para Cebus albifrons.
- Cebus albifrons maltiosus (ELLIOT, 1909), se caracteriza por presentar una coloración pardusca oscura en casi todo el cuerpo que se torna amarillenta en su espalda,[9] ubicada a esta subespecie en C. a. versicolor.
- Cebus albifrons cesarae,[10]  es de color castaño muy claro y representa en realidad una subespecie muy bien definida,[9] ubica a esta especie también en C. a. versicolor.
- Cebus albifrons versicolor,[11] es un complejo que incluye poblaciones con coloraciones oscuras y otras más claras, la cual incluiría las subespecies C. a. leucocephalus (GRAY, 1865) y C. a. pleei.[10] La descripción que hace HERSHKOVITZ (ut supra) de C. a. pleei es de una animal bastante rojizo, particularmente en sus miembros, mientras que C. a. versicolor es un animal similar a C. a. pleei pero con un pelaje de un tono rojo más claro. C. a. leucocephalus ha sido descrito como un animal pardusco oscuro con ligeros tonos rojizos en sus miembros posteriores.
- Cebus albifrons albifrons: Los ejemplares colectados en el parque nacional natural El Tuparro, pocos kilómetros al norte de la localidad típica, presentan un color muy claro, con un tono notablemente amarillento parecido al de la población de Arauca que es aún más amarilla, con la superficie dorsal de los antebrazos y piernas de un color naranja-amarillentos (no pardusco).
- Cebus albifrons cuscinus (=yuracus) es una subespecie de pelaje claro, más exactamente pardusco pálido.[9] recientemente sinónimo de esta subespecie con C. a. cuscinus, que tiene prioridad sobre yuracus.[6]

## Distribución geográfica y hábitat
En América Latina este primate se encuentra distribuido en Colombia, Venezuela, Ecuador, Perú, Bolivia y Brasil, encontrándose en la mayoría de los países del norte de Suramérica.
En Colombia, Cebus albifrons se encuentra desde las laderas boreales de la Sierra Nevada de Santa Marta hacia el sur, por el Valle del río Magdalena hasta algún punto no bien definido en el departamento del Tolima; y por el bajo río Cauca, al oriente de la zona central del departamento de Antioquia y en el sur-occidente de Sucre. En la Guajira alcanza a presentarse muy cerca de la ciudad de Riohacha y al parecer una población aparentemente aislada en la Serranía de Macuira y en las estribaciones de la Serranía de Perijá y de la Cordillera Oriental. Al oriente de la Cordillera Oriental en Norte de Santander, el occidente de Arauca, al oriente de Vichada entre los ríos Meta y Tuparro; siguiendo luego de las selvas al norte del río Guaviare se encuentre en el sur de Vichada, separada de la población más hacia el norte (al sur del río Vichada). También se encuentra en el sur del Meta (al occidente del río Ariari pero sin incluir a éste). No se sabe si está presente en los bosques extensos del alto río Manacacías en el Meta. Al sur se los ríos Guayabero y Guaviare la especie es encontrada por toda la selva amazónica. La distribución de C. albifrons alcanza los 1500-2000 m s. n. m. en el departamento del Tolima.

### Hábitat
En cuanto su hábitat demostró que en el Vichada la especie explota un hábitat más xérico en términos de drenaje, en comparación con C. apella, el cual suele encontrarse en bosques más mesofíticos. Cebus albifrons a menudo es encontrado en bosques completamente inundados, hábitat que es generalmente rechazado por C. apella en Colombia. C. albifrons puede vivir con éxito en bosques que crecen sobre arenas blancas y bosques de “sabana alta” desarrollados en grava y rocas; en bosques de las faldas de cerros y mesas parecen encontrarse cuando C. apella está ausente.

### Área de Dominio Vital
Se han realizado estudios relacionados con su área de dominio vital (A.D.V) y el recorrido diario en donde se investigó un grupo en el Vichada el cual utilizó un A.D.V de alrededor de 120ha, mientras en el parque Manú, Perú, encontró un área de más de 150 ha. TERBORGH (ut supra) calculó un promedio de 1800 m para el recorrido diario de un grupo de estudio. La investigación realizada para estimar la densidad poblacional de Cebus albifrons en una localidad típica de bosques de galería y manchas de bosques rodeando cerros rocosos en el Vichada, arrojó una densidad para la especie de 30 individuos/km². En bosques de dosel cerrado en Colombia, al sur del Vichada, existen muchas áreas donde las densidades son bajas.

## Comportamiento
Un grupo estudiando en Manú, Perú, los patrones de actividad mostraron que Cebus albifrons invirtió 18 % de su tiempo descansando, 21 % desplazándose y 61 % alimentándose, el cual divide en 22 % consumo de material vegetal y 39 % consumo de insectos.
Estos primates son primariamente cuadrúpedos, sin embargo, utilizan una gran variedad de galopes, saltos, caídas y trepadas. Durante ciertas épocas del año C. albifrons permanece mucho tiempo en el suelo, especialmente cuando la disponibilidad de frutos es muy baja y se ven obligados a buscar artrópodos entre las hojas secas del suelo. En algunos sitios de los Llanos Orientales, estos micos efectúan numerosos recorridos a través de sabanas de pastizales, con el propósito de alcanzar segmentos de bosque aislado, que puedan ofrecerles alimentos adicionales.
En el Vichada, Cebus albifrons mostró cierta preferencia por el uso de árboles con alturas entre 25-30 m. Uno de los sitios de dormida más comúnmente usado por este primate fueron las palmas de Attalea regia.

### Dieta
Todas las especies de Cebus son omnívoras y tienden a poseer una dieta muy similar; comen invertebrados y vertebrados pequeños, frutos y huevos de aves. Buscan su alimento en todos los niveles del bosque y frecuentemente descienden al suelo. En el Norte de Colombia, durante la estación seca, cuando la oferta de frutos se reduce drásticamente, C. albifrons invierte más de la mitad de su tiempo de alimentación en el suelo, y aprovechando su extrema habilidad para manipular objetos, remueve y examina entre las hojas secas para poder capturar pequeñas presas, como cucarrones y huevos de hormigas. Estos primates cazan ranas y beben del agua que se acumula entre los espacios de las bracteolas de Phenakospermum guianense (Musaceae), donde también frecuentemente las ranas se ocultan. La caza de estos anfibios parece ser un rasgo cultural aprendido por los miembros de cada grupo que ostenta este comportamiento.
Defler colectó 40 especies de plantas de 23 familias consumidas por este primate en el departamento del Vichada. El orden de importancia de acuerdo al número de especies fueron: Arecaceae (7spp), Moraceae (6 spp.), Chrysobalanaceae (3 spp.), Leguminosae (3 spp.), Passifloraceae (2 spp.) hasta Rubiaceae con un especie.

### Organización Social

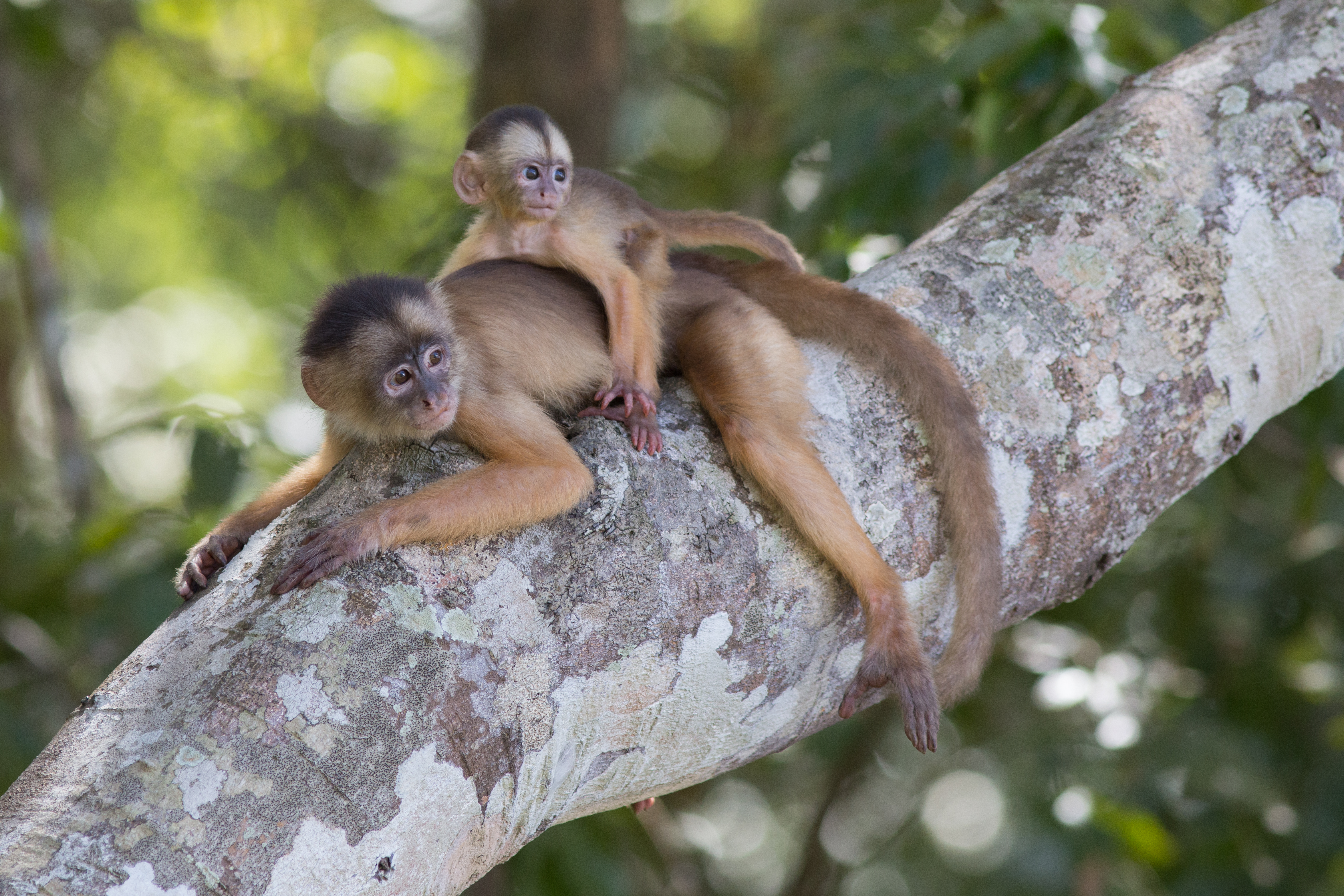

En el oriente de Vichada en Colombia estos micos se encuentran en grupos de cerca de 35 individuos, mientras que hacia el sur, en bosques cerrados, y quizás como resultado de la interacción competitiva con C. apella, los grupos de C. albifrons alcanzan un tamaño de 8-15 individuos. El tamaño del grupo en tres localidades de la cuenca baja de los ríos Caquetá y Apaporis varió entre 9-10 individuos (PALACIOS, 2002).
Todos los machos adultos son notablemente tolerantes dentro del grupo, pero son muy agresivos con machos de cualquier otra manada describe algunas manifestaciones agresivas que tuvieron lugar entre grupos adyacentes en el Tuparro, las cuales tuvieron como resultado el que uno de los grupos huyera hacia la parte central de su territorio.
El macho alfa parece tener una posición de control central en el grupo, pues todo los miembros permanecen extremadamente pendientes de su ubicación y de las posibles reacciones que este pueda manifestar ante diversas situaciones. Si el macho alfa escapa en medio del pánico, todos los miembros también huyen del peligro; si éste presta atención a algún evento o sonido en particular, los demás miembros del grupo hacen lo mismo. Al parecer, la presencia de los machos provee un soporte “psicológico” a los otros individuos frecuentemente notó que las hembras adultas, que parecían temerosas, se tornaban agresivas frente al observador tan pronto como los machos aparecían, y necesitaban en ocasiones entablar contacto físico con ellos (costado contra costado) para tranquilizarse.

### Comportamiento Reproductivo
Esta especie de Cebús es polígama. Para realizar la cópula, el macho monta a la hembra y abraza las piernas de ésta con sus patas traseras. Esta actividad tiene una duración de pocos minutos. Aunque el tiempo de gestación es desconocido, es probable que esté alrededor de los 160 días, tal como C.apella. usualmente nace un solo individuo.

### Vocalizaciones
Las vocalizaciones son numerosas y de una amplia variedad, algunas de ellas son: 1) ua, un ladrido suave emitido repetidamente, utilizado por todos los individuos cuando están en peligro; 2) ya, emitido por animales excitados ante una fuente de peligro, que rodea al macho alfa y alternadamente miran a este y a la fuente de peligro; 3) eheh; emitido abriendo la boca y mostrando los dientes, especialmente por parte de las hembras adultas en señal de amenaza a potenciales fuentes de peligro; 4) visagra chillona; acción de amenaza utilizada especialmente por indiivudos juveniles; 5) chillido; emitido en conflictos intragrupales; 6) silvido; emitido cuando se presenta una situación confilctiva de una animal joven en el grupo; 7) ahr; admitido por los animales del grupo cuando otro individuos de ha extraviado y buscan contactarlo; 8) uh! uh! uh!'; vocalización comúnmente emitida mientras se alimentan, que sirve para mantener el contacto y es muestra de alegría; 9) “
uc!uc!, señal nerviosa emitida por los animales que intentan alcanzar el grupo; 10) gorjear; emitido por individuos jóvenes que establecen contacto o se acercan aun adulto; 11) ronroneo; emitido cuando se establece contacto físico pacífico;  12) chirrido; emitido en interacciones pacíficas de individuos jóvenes y también durante episodios de juego.

### Despliegues
El despliegue más importante es quizás el romper ramas, el cual es exhibido por todos los miembros del grupo, incluyendo los infantes, quienes rompen ramitas para dejarlas caer al suelo. Sin embargo, el más espectacular despliegue de este tipo es exhibido por el macho alfa, quien escoge ramas grandes y secas, las cuales golpea fuertemente hasta hacerlas caer. Usualmente, estas golpean y quiebran otras ramas provocando un estruendoso ruido, que excita a todos los miembros del grupo, provocando que emitan fuertes gritos mientras estas caen. Tan despliegue parece ser bastante común cuando se encuentra en presencia de un observador.

## Interacciones con otras especies
Estos primates frecuentemente se desplazan con Saimiri sciureus y en ocasiones asociados con Cebus apella o con Alouatta seniculus. El pequeño halcón Harpagus bidentatus frecuentemente acompaña a esta especie, al igual que muchos otros primates. C. albifrons puede estar amenazada por aves rapaces y por ello se mantiene en máxima alerta cuando cualquier ave grande vuela cerca. En el Vichada, observó a Eira barbara, Boa constrictor y la rapaz Spizaetus ornatus intentando atraparlos. Sin embargo, después de detectar a los Eira barbara y Boa constrictor, los miembros del grupo demostraban poco temor y permanecían menos alerta, a pesar de que ellos insistentemente intentaban atraparlos. Tras detectar a un predador o a un ser humano, el comportamiento más comúnmente observado, parte de vocalizar (ladrido peligro) es el de romper y dejar caer las ramas sobre la cabeza del potencial predador, tal como lo hace Lagothrix lagothricha. En contraste, después de asustarse por la llegada del macho de Spizaetus ornatus (águila coronada), gritaron intensamente de susto y miedo, antes de tornarse muy silenciosos. Posteriormente, bajaron al suelo para esconderse y dispersarse.

## Conservación
Es un primate que fácilmente se adapta a diversos hábitats, posee una amplia distribución y a nivel de especie, no se encuentra en peligro en Colombia. Sin embargo, es probable que algunas subespecies se encuentren bajo fuerte presión y por ello es importante realizar censos de las mismas y, además, clarificar su posición taxonómica, con el propósito de evaluar su real situación de conservación en el país. La especie se encuentra presente en 10-15 Parques Nacionales y no ha sido excesivamente cazada. Además, puede sobrevivir cerca de asentamiento humanos y en áreas cubiertas con vegetación secundaria. Está clasificada como “LC” de acuerdo a las categorías globales de la UICN; y todas las subespecies exceptuando Cebus albifrons albifrons están clasificadas como “NT” (casi amenezada) en Colombia. El tráfico ilegal es ocasional en la subespecie C. a cesarae.